# Skotterud
Skotterud är en tätort som utgör centralort i Eidskogs kommun i Innlandet fylke i östra Norge. Orten ligger där riksväg 2 möter fylkesväg 21, nära gränsen mot Sverige. Den hade 1 354 invånare 2014 och var tidigare hållplats på Grensebanen. Skotterud ligger inte långt från Magnor och Charlottenberg.
Skotterud var en av de platser där svenska och norska soldater stred i fälttåget mot Norge 1814, varvid omkring 350 svenskar dödades, skadades eller tillfångatogs. De flesta av dessa tillhörde Västerbottens regemente.
De lantliga områdena runt Skotterud var tidigare skogsfinskt präglade och räknas för att vara den norska Finnskogens södra utpost.